# Amblyopone minuta
Amblyopone minuta är en myrart som först beskrevs av Auguste-Henri Forel 1913.  Amblyopone minuta ingår i släktet Amblyopone och familjen myror. Inga underarter finns listade i Catalogue of Life.

## Bildgalleri

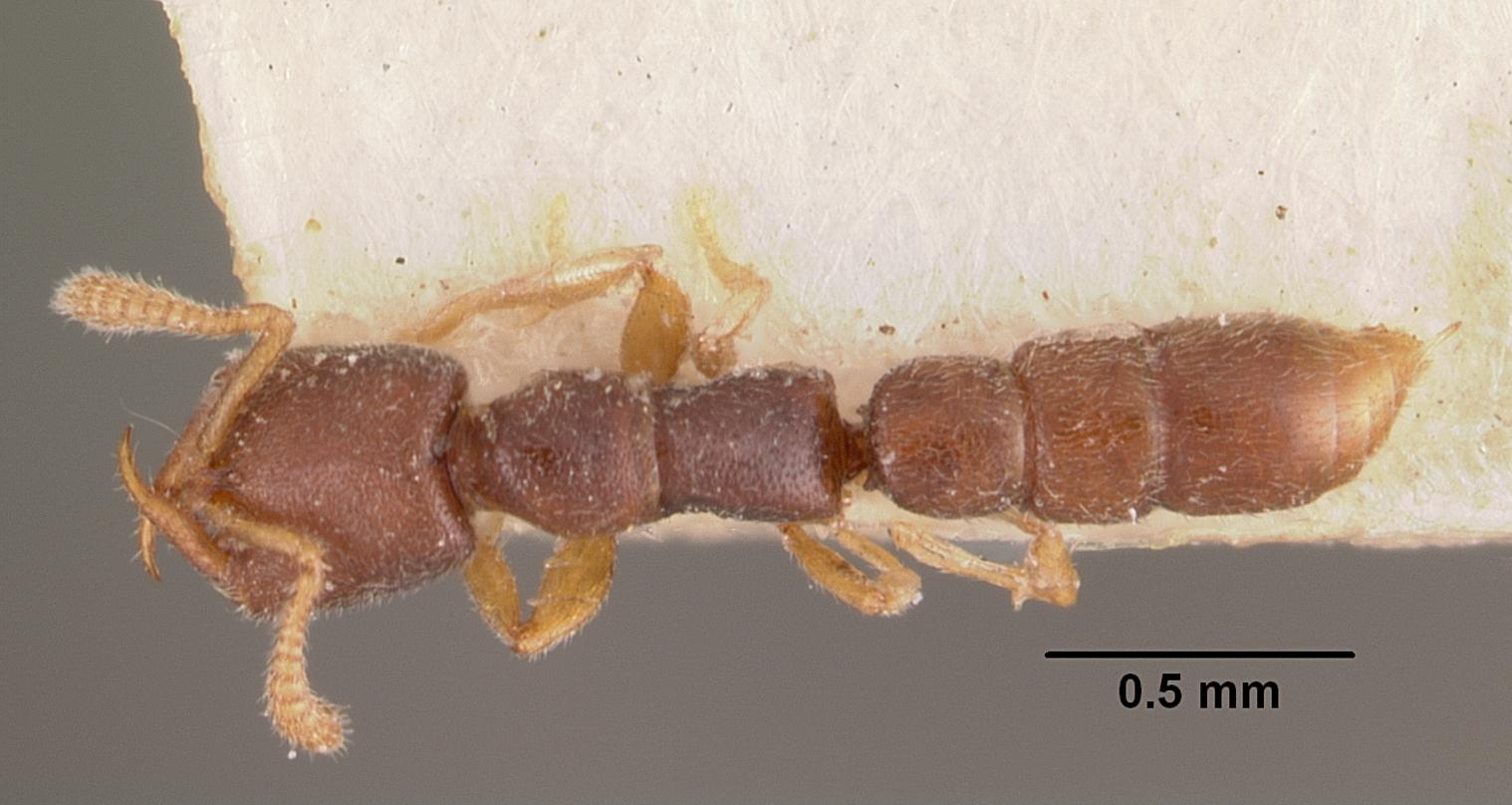
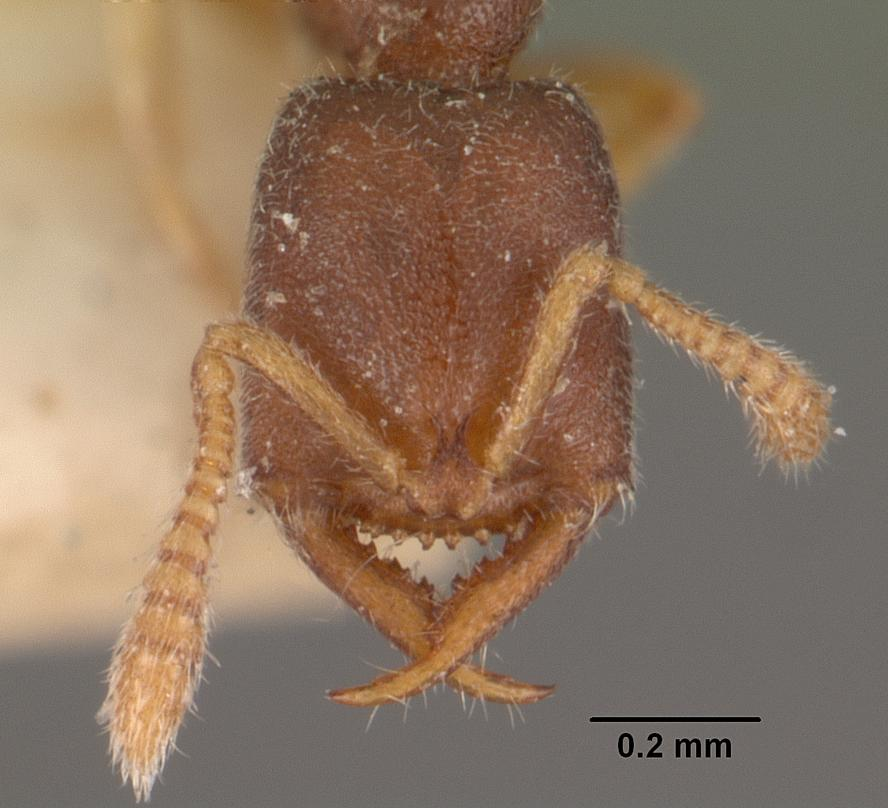
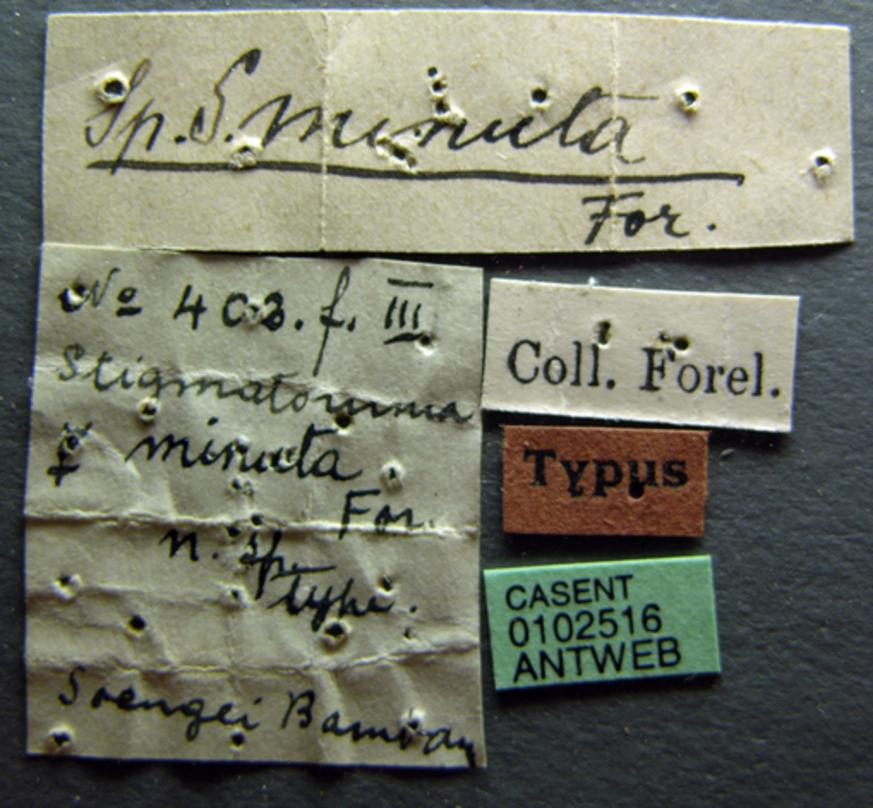
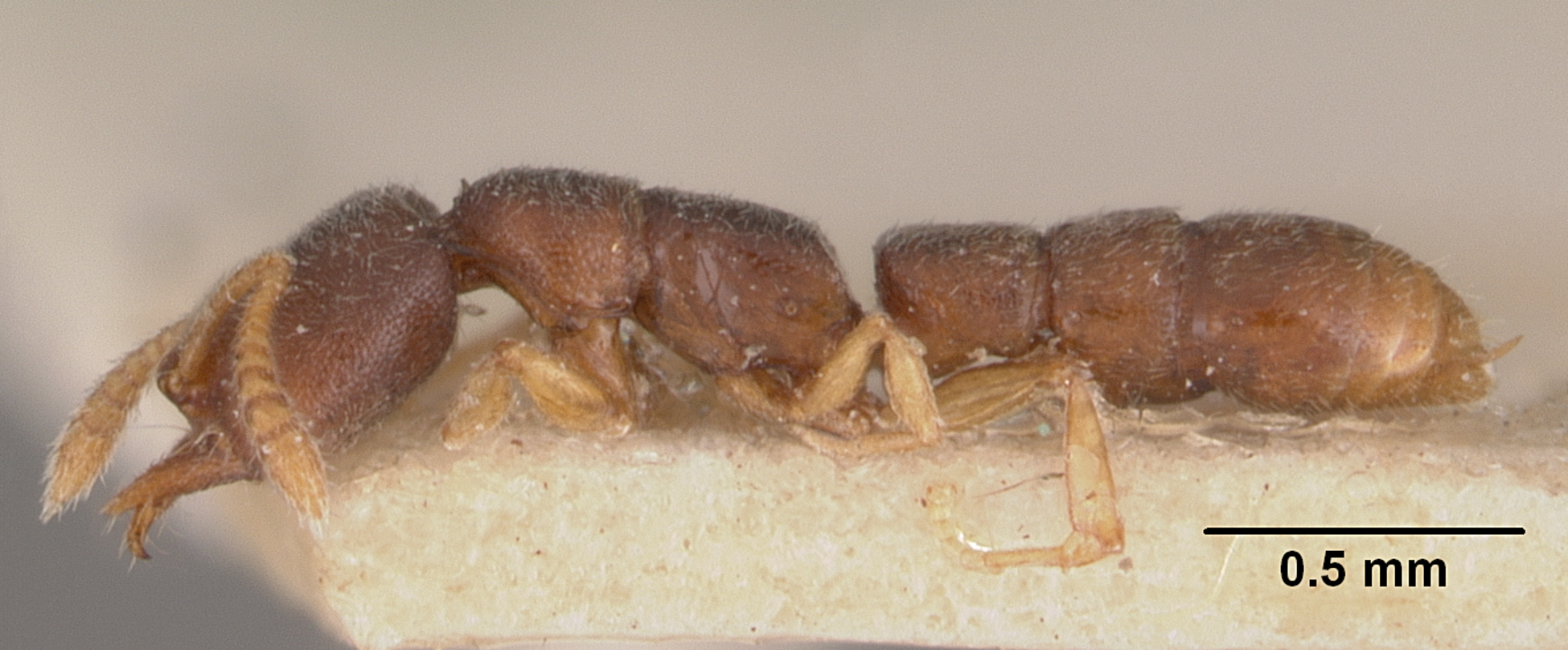
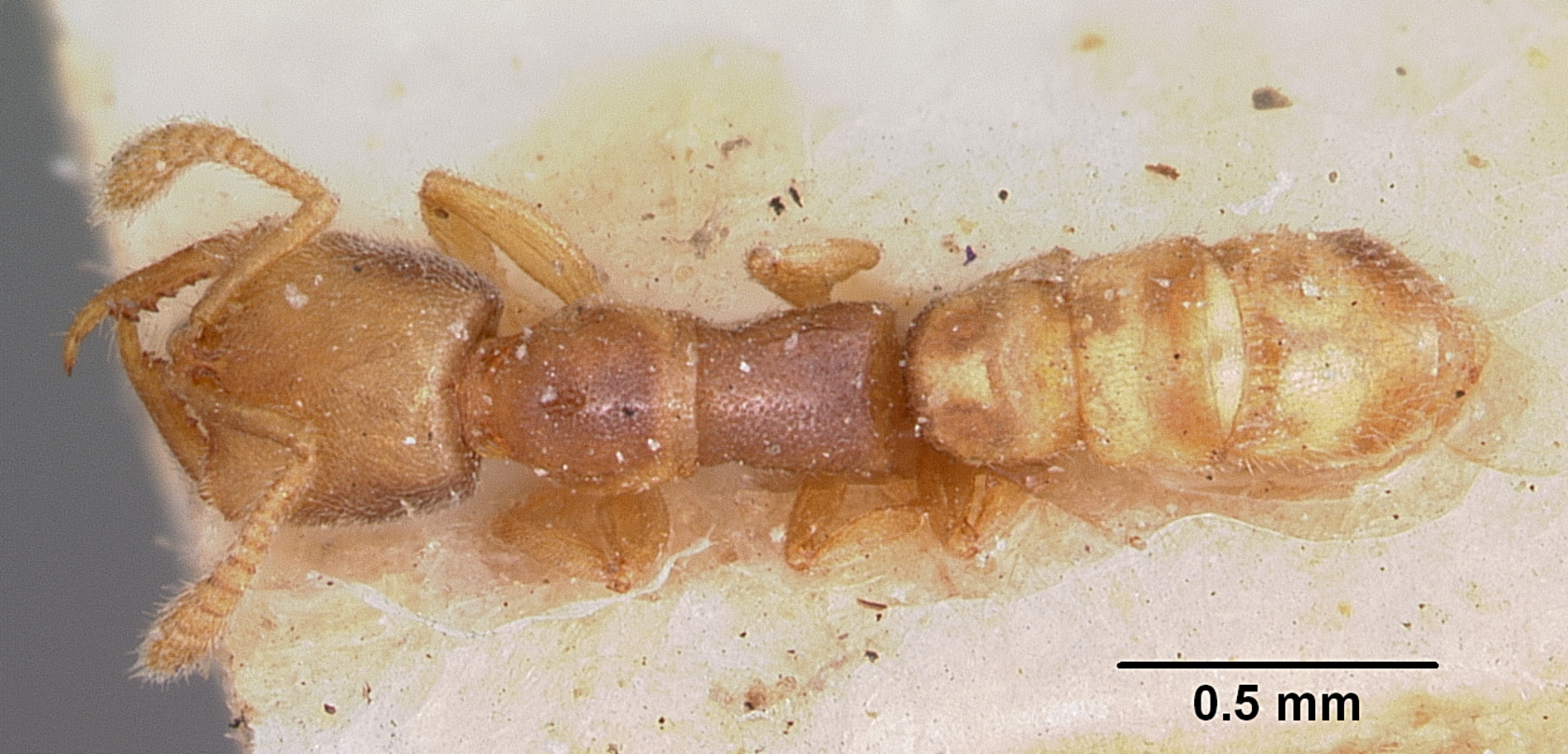
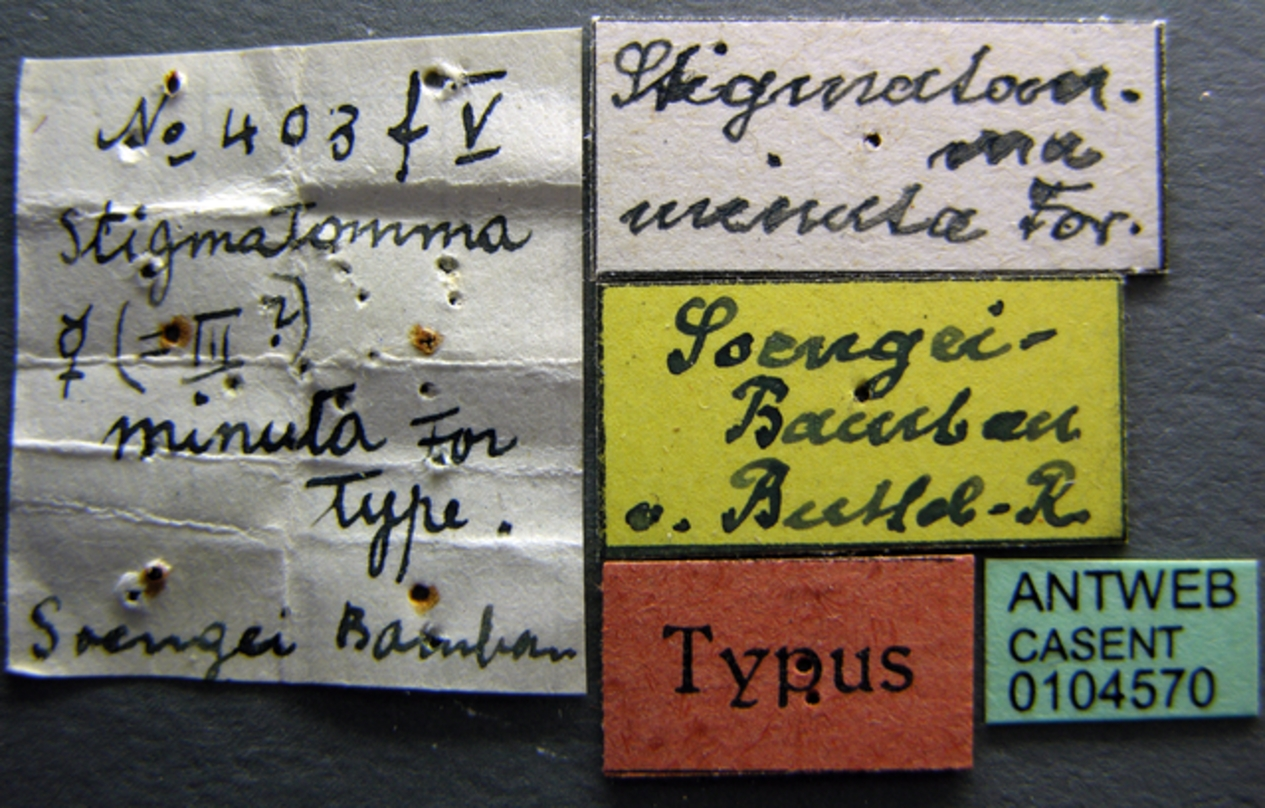